# Yaqub ibn al-Layth
Abu-Yússuf Yaqub (I) ibn al-Layth as-Saffar (àrab: أبو يوسف يعقوب بن الليث الصفار, Abū Yūsuf Yaʿqūb b. al-Layṯ aṣ-Ṣaffār) o, més senzillament, Yaqub (I) ibn al-Layth (? - 879) fou el fundador de la dinastia safàrida.
El seu avi fou conegut com a as-Saffar (‘el Calderer’). Era d'una família modesta del Sistan; els historiadors van elevar al seu pare al-Layth a cap de la corporació de calderers del Sistan, però segurament ni aquesta funció menor és autèntica. Al-Layth va tenir quatre fills que foren membres de les milícies dels ayyars del Sistan, formades com a defensa contra els kharigites (també anomenats muttawwia, combatents voluntaris per la fe), sovint esdevinguts bandes de bandits i malfactors. No obstant això, Yaqub mai va destacar en el futur com un fervent defensor del sunnisme.
Yaqub va deixar el comerç dels productes de coure (tradicional a la família) i va entrar al servei dels caps ayyar Salih ibn al-Nadr i Dirham ibn Nasr que dominaven a Zarang, la capital del país; aviat els va suplantar i va agafar el poder i fou reconegut com a emir de Sistan l'abril del 861; Salih ibn al-Nadr va fugir a l'est de la província, a Bust, i va demanar ajut al zunbil, el sobirà local del Zamindawar i Zabulistan; després de diversos combats Yaqub va capturar Salih i el va matar als inicis del 865; el zunbil fou derrotat i va morir en combat a al-Rukhkhadj (que després fou la regió de Kandahar) el mateix any 865. Yaqub va pactar amb els kharagites, als que abans havia combatut, i molts d'ells foren incorporats al seu exèrcit.
Yaqub estava disposat llavors a atacar als tahírides, nominals governadors del Sistan és de 854 (i governadors efectius del Khorasan) en nom del califa. Es van produir alguns xocs a la frontera entre les zones d'influència safàrida i tahírida, segurament en discussions sobre la recaptació d'impostos. El 866/867 va atacar Herat i Pushang i va capturar a diversos membres de la tahiriyya (els partidaris dels tahírides o potser alguns parents de l'emir). Les converses pel seu alliberament van portar a Yaqub als seus primers contactes amb el califa abbàssida al-Mútazz (866-869) que li va oferir el govern del Fars i Kirman si era capaç de dominar-los (des del 865 estava en mans de Muhàmmad ibn Wasil al-Tamimi que s'havia revoltat i apoderat de les dues províncies); Yaqub, actuant per compte del califa, va prendre possessió del Kirman on els partidaris de Muhàmmad ibn Wasil se li van unir. Yaqub va anar a Fars el 868/869 i va deixar un governador a Kirman; va aconseguir dominar gran part del Fars, però finalment Muhàmmad ibn Wasil va derrotar el seu exèrcit i es va haver de retirar (869).
El 870 Yaqub va fer una campanya militar que el va portar a Kabul, Bamiyan i Pandjir, creuant tot el Zabulistan a través de Gazni perseguint al fill de l'antic zunbil; una segona expedició (872) li va permetre capturar al fill del zunbil a la fortalesa de Nay Laman; la seva sort és desconeguda però probablement fou executat. Yaqub va seguir des d'aquesta fortalesa cap al nord, en direcció a Balkh, que va arrabassar al seu sobirà Dawud ibn Abi Dawud, de la dinastia Abu Dawúdida; aquesta campanya li va donar el control temporal de les mines de plata del Pandjir i del Badakhxan, i es van encunyar monedes entre 872 i 875. Aquestes operacions van posar fi a la dinastia dels zunbils que fins aleshores (i durant dos segles) havien aturar la progressió dels àrabs cap a l'est.
Abd-Al·lah as-Sijzí es va revoltar contra Yaqub ibn al-Layth, però fou derrotat i es va haver de refugiar amb Muhàmmad ibn Tàhir, que el va nomenar governador dels districtes d'at-Tabasayn i Kuhistan; això va donar excusa a Yaqub per envair el Khorasan. Muhàmmad va enviar una ambaixada per negociar però Yaqub ja havia buscat aliats al Khorasan entre els malcontents i les converses no van reeixir. L'agost del 873 (o ja el 872 segons alguna font) Yaqub va entrar a la capital Nixapur sense lluita i va fer presoner a Muhàmmad ibn Tàhir, que no havia volgut fugir. Després va avançar cap a les costes de la mar Càspia perseguint a l'imam zaydita al-Hàssan ibn Zayd (864-884). El califa va protestar el 873 per l'ocupació del Khorasan, però sobretot el 874 quan el tahírida Ubayd-Al·lah ibn Abd-Al·lah ibn Tàhir, que havia reunit als pelegrins del nord i est de Pèrsia a Bagdad, va denunciar davant d'ells les accions de Yaqub (fetes sense autorització del califa) i els va lliurar del jurament de fidelitat al califa. Yaqub llavors va parar i va dedicar els dos anys següents a consolidar el seu poder a Kirman, Fars i Khuzestan: El 875 va marxar a Fars per segona vegada on va derrotar Muhàmmad ibn Wasil i va seguir cap a l'oest al Khuzestan i Ramhurmuz; això posava en perill el Baix Iraq, ja que es podia unir als rebels zandj revoltats contra el califat. Yaqub no obstant no tenia aquesta intenció, ja que va rebutjar les propostes d'aliança d'Alí ibn Muhàmmad, el líder dels zanj, però la presència del seu exèrcit constituïa de fet un suport per la causa zanj. El califa al-Mutamid va proposar a Yaqub escollir entre diversos governs a canvi de parar el seu avanç, però Yaqub va refusar i va penetrar a l'Iraq. Els abbàssides li van presentar batalla i el van poder derrotar decisivament a Dayr al-Akul, a la vora del Tigris, el 8 d'abril del 876. L'exèrcit safàrida es va desbandar i molts presoners van poder fugir incloent Muhàmmad ibn Tàhir; l'amenaça sobre Bagdad es va esvair.
Yaqub va tornar al Fars i al Khorasan, regions en les quals va passar els seus darrers anys; una vegada més va rebutjar l'aliança amb els zandj. Va morir d'una malaltia abdominal el juny del 879. El va succeir el seu germà Amr ibn al-Layth. Yaqub pels seus governs de Sistan i Khorasan no va reconèixer als abbàssides als que considerava usurpadors, i mirava amb mal-estim als seus governadors (procedents de famílies aristocràtiques). Dirigia les tropes anant al davant i no confiava en els governs hereditaris; va rebutjar crear una genealogia que el lligués a les antigues dinasties perses.